# Martin A. Hansen
Martin Alfred Hansen (ur. 20 sierpnia 1909 w Strøby, zm. 27 czerwca 1955 w Kopenhadze) – duński powieściopisarz.

## Życiorys
Był członkiem grupy literackiej Heretica. Podczas II wojny światowej brał udział w ruchu oporu. Napisał powieści historyczne Jonathans rejse (Podróż Jonatana, 1941) o czasach reformacji i Lykkelige Kristofer (Szczęśliwy Krzysztof, 1945) o czasach średniowiecza, utrzymywaną w konwencji powieści łotrzykowskiej. U schyłku życia zwrócił się ku zagadnieniom moralnym ujmowanym w aspekcie mistyczno-religijnym i egzystencjalnym (Kłamca 1950, wyd. pol. 1961). Polski wybór jego opowiadań został opublikowany w 1976 w antologii Anegdoty losu.